# Gift
 For alternative betydninger, se Gift (flertydig). (Se også artikler, som begynder med Gift)
En gift er et stof, der forårsager ødelæggelse eller forstyrrelse af en organismes funktioner. Nogle giftstoffer virker hurtigt, mens andre kan være længe om at vise deres giftvirkning. Et stof som er giftigt for en organisme behøver nødvendigvis ikke at være det for anden. Til de langsomtvirkende gifte hører CMR-stofferne, de kræftfremkaldende, de mutagene og de reproduktionstoksiske stoffer og andre hormonforstyrrende stoffer.

## Giftighed
Giftigheden udtrykkes dels i form af LD50  (dødelig dosis, 50 %) og dels i form af TD50 (giftvirkningsdosis, 50 %).
Der er følgende forhold for LD50 værdier ved indtagelse i væskeform gennem munden, målt i mg/kg: 
| LD50 værdi  | Giftighed        |
| ----------- | ---------------- |
| 1 - 25      | meget giftigt    |
| 25 - 200    | giftigt          |
| 200 - 2000  | sundhedsfarligt  |
| 2000 - 2800 | lokalirriterende |
| over 2800   | ugiftigt         |

## Naturligt forekommende giftstoffer
Giftstoffer forekommer som tungmetaller og kemiske forbindelser som naturlige toksiner vidt udbredt i naturen både i planter, dyr, svampe og bakterier.

### Tungmetaller
Nogle grundstoffer er giftige. Tungmetaller som kviksølv, bly og cadmium  medfører ved ophobning i mennesker og pattedyrs kroppe alvorlige sygdomme. I medicinsk forstand er 'tungmetalforgiftning alt  fra indtagelse af overdrevne mængder af mangan, aluminium eller beryllium (som i kemisk forstand ikke er tungmetaller)  til forgiftning med de ægte tungmetaller. Tungmetallernes giftighed skyldes deres tilbøjelighed til at binde sig til kroppens svovlholdige enzymer, som derved bliver sat ud af spillet, således at de mangler i stofskiftet. Kviksølvforgiftning er mest kendt.

### Arsen, Polonium, etc.
Arsen forekommer mange steder i høj koncentration i drikkevand og er af WHO blevet beskrevet som "den største miljøkatastrofe".
Polonium er et radioaktivt grundstof, der er ekstremt giftigt og er blevet brugt til mindst et politisk mord. LD50 for 210Po er mindre end 1 microgram for en voksen person.

## Naturligt forekommende toksiner
Toxiner forekommer  vidt udbredt i naturen både i planter, dyr, svampe og bakterier. Det anslås, at der findes 20 millioner forskellige toxiner i naturen

### Giftige svampe
I Danmark er der omkring 100 giftige svampe, deriblandt de meget farlige snehvid fluesvamp, grøn fluesvamp, rød fluesvamp, randbæltet hjelmhat, puklet giftslørhat, stenmorkel, panterfluesvamp og satans rørhat.

### Botulinumtoksin
Botulinumtoksin dannes af bakterien Clostridium botulinum og kan føre til den dødelige sygdom botulisme, bedre kendt som pølseforgiftning.

### Lectiner
Lectiner indgår i bønner og løg, som for eksempel påskeliljer, og er naturligt forekommende toxiner, som f.eks. ricin.

### Curare
Curare er et fællesnavn for meget toxiske plantegifte brugt som pilegifte af sydamerikanske indianere. Curare lammer acetylcholinreceptoren nAChR.

### Palytoxin
Palytoxin stammer fra et   koraldyr af slægten Palythoa og har haft betydning for mennesker i Caribien og på Hawaii, hvor koraldyret er udbredt. De indfødte smurte udtræk på deres våben og brugte dem til jagt og krig. 
Toksinet er i øjeblikket det mest komplekse molekyle, som ikke er et kulhydrat eller et protein, og samtidig er det det stærkeste giftstof fra havet. Den dødelige dosis for mus er i størrelsesordenen 50-100 nanogram pr. kg legemsvægt. Stoffet depolariserer alle de excitable væv, man hidtil har undersøgt, inklusiv hjertemuskulatur, nerver, tværstribet muskulatur og glat muskulatur. Det får også de røde blodlegemer til at briste, idet det fremskynder udstrømningen af kaliumioner.

## Syntetiske giftstoffer

### Pesticider
- Acaricid (midegift)
- Bactericid (bakteriegift), se også antibiotika
- Fungicid (svampegift)
- Herbicid (ukrudtsgift), f.eks. Agent Orange, 2,4,5-T, 2,4-D
- Insecticid (insektgift)), f.eks.DDT
- Isoproturon, IPU, Isoprofuron, Izoproturon, Ipuron eller Panron,  et ulovligt bekæmpelsesmiddel
- Nematicid (rundormegift)
- Rodenticid (gnavergift, "rottegift")

### Kemiske våben
Kemisk krigsførelse skiller sig fra brugen af konventionelle våben og atomvåben ved at den ødelæggende virkningen ikke baserer sig på eksplosiv kraft, men på giftvirkningen af det kemiske våben. I Første Verdenskrig anslås det at kemisk krigsførelse medførte 100.000 dødsfald og 1,2 million sårede.
- Klor
- Fosgen
- Sennepsgas
- Lewisit diklor-2-klorvinylarsin
- Nervegasser
  - Sarin (RS)-propan-2-yl methylphosphonofluoridat
  - Tabun ethyl N,N-dimethylphosphoramidocyanidat
  - Soman 3,3-dimethylbutan-2-yl methylphosphonofluoridat
- Biologiske toxiner
  - Saxitoxin
  - Botulinum toksin

### Andre kemiske giftstoffer
Andre kemiske stoffer har været brugt til utallige drab og dødsfald og har været årsag til store forgiftningsulykker
- Blåsyre, Zyklon B hydrogencyanid
- Hexachlorbenzen
- PCB
- Dioxin
- Tributyltin
- Cyanid

## Giftmord
En række kendte historiske personer er omkommet ved forgiftning, enten ved en ulykke eller som følge af mord eller selvmord.

## Eksterne links
- Wikimedia Commons har flere filer relateret til Gift
- Giftlinjen, Bispebjerg Hospital, Ring 82 12 12 12
- Har du en kronisk kviksølvforgiftning Henrik E. Kock Arkiveret 25. juli 2013 hos  Wayback Machine
- kviksølvforurening gør EU milliarder af euro fattigere. Videnskab.dk
- kviksølvforgiftning. Netdoktor.dk Arkiveret 28. april 2015 hos  Wayback Machine
- Slanger og slangebid. Netdoktor.dk
- Giftige planter og dyr kan bruges i medicin. Videnskab.dk
- Toxic Substances Portal. Agency for Toxic Substances and Disease Registry